# Гарје
Гарје (мкд. Гарје) је насеље у Северној Македонији, у северозападном делу државе. Гарје припада општини Тетово.

## Географија
Насеље Гарје је смештено у северозападном делу Северне Македоније. Од најближег већег града, Тетова, насеље је удаљено 3 km западно, па је заправо његово предграђе.
Гарје се налази у доњем делу историјске области Полог. Насеље је положено на брдима изнад Полошког поља. Источно од насеља пружа се тло спушта у поље, а западно се издиже главно било Шар-планине. Надморска висина насеља је приближно 870 метара.
Клима у насељу је планинска због знатне надморске висине.

## Становништво
Гарје је према последњем попису из 2002. године имало 1.020 становника.
Претежно становништво у насељу су Албанци (99%).
Већинска вероисповест је ислам.